# Léo Baptistão
Leonardo Carrilho Baptistão, kurz Léo Baptistão (* 26. August 1992 in Santos, São Paulo), ist ein brasilianischer Fußballspieler. Er besitzt auch einen italienischen und spanischen Pass.

## Karriere
Die Karriere von Léo Baptistão begann in seiner Heimatstadt Santos, dort begann er – zusammen mit Neymar – bei der AA Portuguesa Santista Fußball zu spielen. Im Alter von 16 Jahren ging er nach Europa und spielte dort nun in der Jugendabteilung des spanischen Hauptstadtklubs Rayo Vallecano. Kurz darauf erkrankte er an Hepatitis und kehrte in seine Heimat zurück, da sein Vater Arzt ist. Zurück in Spanien wurde er an den CD San Fernando de Henares verliehen, da der spanische Fußballverband (RFEF) ihm eine sofortige Rückkehr zu Rayo untersagte. In San Fernando, einer Gemeinde im Großraum Madrid, blieb er eine Saison und durfte dann wieder zu Rayo zurückkehren.
Am 25. August 2012 debütierte er schließlich in der Primera División beim 2:1-Auswärtssieg gegen Betis Sevilla und war dabei sogar in der Startformation. Im 4-2-3-1-System von Trainer Paco Jémez war er in der Folge gesetzt und agierte entweder als „Zehner“ im offensiven Mittelfeld oder als Mittelstürmer. Im Verlauf der Saison schoss er insgesamt sieben Treffer und traf dabei gegen Espanyol Barcelona sogar ein Mal doppelt. Im Endklassement belegte er mit Rayo den achten Platz und hätte somit aufgrund des Ausschlusses des FC Málaga vom internationalen Wettbewerb die UEFA Europa League erreicht, doch Rayo wurde die Lizenz für diesen Wettbewerb verweigert.
Im Sommer 2013 wechselte Baptistão innerhalb der Hauptstadt von Rayo Vallecano zu Atlético Madrid und unterschrieb dort einen Vertrag über fünf Jahre. Dort war er hinter David Villa und Diego Costa dritter Stürmer und kam meistens als Einwechselspieler zum Einsatz. In seinem ersten Champions-League-Spiel gegen Zenit Sankt Petersburg gelang ihm nach seiner Einwechselung, mit seinem ersten Tor für Atlético, der 3:1-Endstand.
Im Januar 2014 wechselte Baptistão bis zum Saisonende auf Leihbasis zu Betis Sevilla. Zur Saison 2014/15 kehrte Baptistão erst nach Madrid zurück, wechselte aber Mitte August 2014 auf Leihbasis zu Rayo Vallecano zurück. Zur Saison 2015/16 wurde Baptistão direkt an den FC Villarreal weiterverliehen, für den er in 26 Ligaspielen drei Treffer erzielte. Zur Saison 2016/17 wechselte Baptistão zu Espanyol Barcelona. Er erhielt einen bis zum 30. Juni 2021 datierten Fünfjahresvertrag. Der Kontrakt wurde mit einem Wechsel nach China im Januar 2021 vorzeitig beendete. Baptistão ging zu Wuhan Zall, wo er einen Einjahresvertrag erhielt. Dieser wurde im August des Jahres vorzeitig gekündigt.
Im September 2021 wurde die Rückkehr von Baptistão in seine Heimat bekannt, wo er in seiner Geburtsstadt beim FC Santos einen Vertrag bis 2023 erhielt. Ein Jahr später verließ er Santos wieder und wechselte erneut auf den europäischen Kontinent zu UD Almería.

## Erfolge
Atlético Madrid
- Primeira División (2013/14)
- Supercopa de España (2013)